# سلام خانم (فیلم)
سلام خانم (به هندی: Salaam Memsaab) فیلمی محصول سال ۱۹۷۹ و به کارگردانی آسرانی است. در این فیلم بازیگرانی همچون آسرانی، زارینا وهاب، یوگتا بالی، سونیل دات، ریشی کاپور، رانجیت، رحمان، لیلا میشارا و دالیپ تاهیل ایفای نقش کرده‌اند.